# Crozet (Ain)
Crozet es una comuna francesa situada en el departamento de Ain, de la región de Auvernia-Ródano-Alpes. Pertenece a la comunidad de comunas Pays de Gex Agglo.

## Geografía
A 18 km de Ginebra y 100 km de Lyon, Crozet es una comuna al pie del Jura. Crozet goza de vistas magníficas sobre la aglomeración ginebrina y el Salève.
Crozet está 13 km del aeropuerto de Ginebra-Cointrin, a 18 km del centro de Ginebra y numerosas áreas comerciales se encuentran en su proximidades.
Excepto por el transporte escolar, no hay ningún servicio de transporte público, por lo que el uso del vehículo privado es indispensable.

## Demografía
| 329 | 365 | 410 | 440 | 711 | 961 | 1 164 | 1 349 | 1 673 | 2 015 | 2 149 |
| Para los censos de 1962 a 1999 la población legal corresponde a la población sin duplicidades (Fuente: INSEE [Consultar]) |     |     |     |     |     |       |       |       |       |       |

## Lugares y monumentos
- Restos del castillo de Rossillon, cuna de la casa de Rossillon.
- Iglesia reconstruida hacia 1830.
- Bosque de Crozet.
- Parque natural regional del Haut-Jura.
- Estación de esquí de Monts-Jura